# Chiropetalum puntaloberense
Chiropetalum puntaloberense là một loài thực vật có hoa trong họ Đại kích. Loài này được Alonso Paz & Bassagoda mô tả khoa học đầu tiên năm 2009.